# Pribeta
Pribeta es un municipio del distrito de Komárno en la región de Nitra, Eslovaquia, con una población estimada a final del año 2024 de 2635 habitantes.
Se encuentra ubicado al suroeste de la región, cerca de los ríos Danubio y Váh, y de la frontera con Hungría.

## Demografía
| Año        | 1994 | 2004    | 2014    | 2024    |
| ---------- | ---- | ------- | ------- | ------- |
| Población  | 3197 | 3060    | 2901    | 2635    |
| Diferencia |      | −4,28 % | −5,19 % | −9,16 % |

| Año        | 2023 | 2024    |
| ---------- | ---- | ------- |
| Población  | 2665 | 2635    |
| Diferencia |      | −1,12 % |